# Catherine Chabaud
Pour les articles homonymes, voir Chabaud.
Catherine Chabaud, née le 29 novembre 1962 à Bron (Rhône), est une journaliste, une personnalité politique et une navigatrice française. 
Lors de la troisième édition du Vendée Globe (1996-1997), elle devient la première femme à terminer un tour du monde à la voile, en solitaire, en course et sans escale. 
Elle a notamment cofondé la plateforme Océan et Climat et lancé une initiative pour faire reconnaître l’« océan comme un bien commun de l’humanité ».
Elle a été conseillère au Conseil économique social et environnemental puis déléguée à la mer et au littoral au sein du ministère de l’Environnement, de l'Énergie et de la Mer, du 26 février 2016 au 13 novembre 2017.
Elle a été députée européenne sur la liste Renaissance, au titre du MoDem, de 2019 à 2024. 
A l'automne 2024, elle entre à l'Académie de Marine et devient vice-présidente de l'Institut Français de la Mer.[réf. nécessaire]
En mai 2025, elle est élue Présidente du Yacht Club de France.[réf. nécessaire]

## Biographie

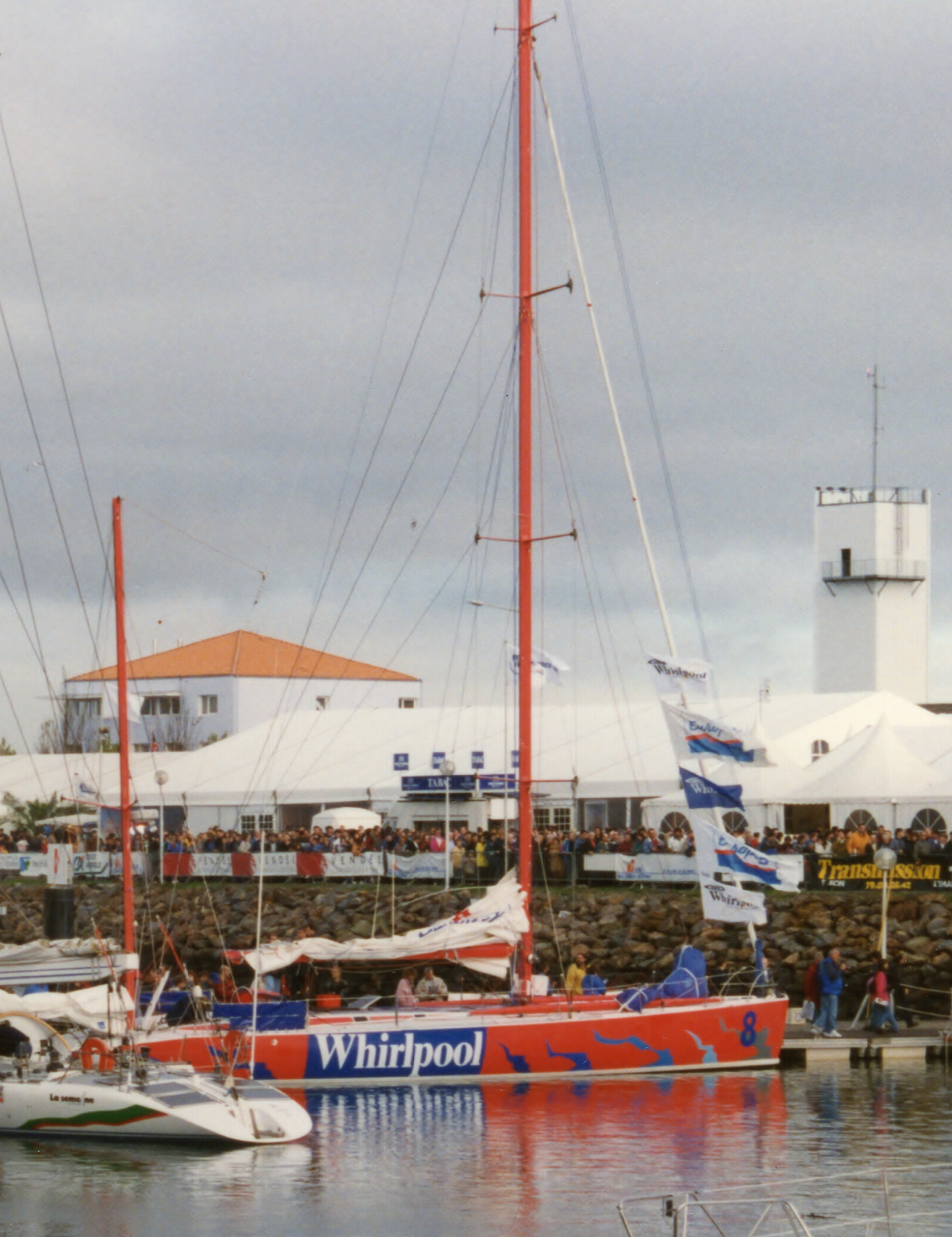
Le bateau de Catherine Chabaud, Whirlpool-Europe 2, au départ du Vendée Globe 1996-1997.

### Origines et formation
Catherine Chabaud est née le 29 novembre 1962 à Bron (Rhône). 
Après l’obtention de son baccalauréat en 1980, elle commence ses études de Mathématiques appliquées à Dauphine, où elle cofonde la Course Croisière Spi-Dauphine en 1981. Elle intègre ensuite l’Institut pratique du journalisme (IPJ) dont elle sort diplômée en 1983.[réf. nécessaire]
Elle collabore à différents supports radio et presse écrite, avant de se lancer dans la course au large.[réf. nécessaire]

### Carrière sportive
Première femme navigatrice à avoir terminé un tour du monde, elle a à son actif : 
- Deux participations au Vendée Globe (tour du monde en solitaire sans escale et en course) : 
  - sur Whirlpool-Europe 2, elle est 6e au classement général du Vendée Globe 1996-1997 (première femme à avoir bouclé le Vendée Globe)[4] ;
  - mais sur Whirlpool, elle est contrainte d’abandonner en course pendant celui de 2000-2001, à la suite d’un démâtage[5].
- Quinze traversées de l’Atlantique dont cinq en solitaire : Minitransat 1991 (12e), Route du Rhum 1998 (abandon)[6] et 2022 (2e en classe Rhum Mono), Transat anglaise 1996 (10e) et 2000 (6e).
- Deux participations à la Solitaire du Figaro[3], plusieurs participations au Tour de l’Europe.
- Elle a copiloté l’expédition mer-montagne « Les montagnes du silence » réalisée en 2004 avec des sourds en Géorgie du Sud[7].

### Journalisme
Elle anime des émissions sur l'aventure et une chronique développement durable pendant quatre ans sur Europe 1, de 2000 à 2005.[réf. nécessaire]
Consultante d’Europe 2 de 2005 à 2007, et ancienne rédactrice en chef de la revue Thalassa, elle a réalisé plusieurs documentaires sur le développement durable.

### Engagement associatif pour la protection de l’environnement
En juin 2014, à l’occasion de la Journée mondiale de l'océan, elle est membre fondatrice de la plateforme Océan et Climat,, avec l’appui de la Commission océanographique intergouvernementale de l’UNESCO. Elle en est l’ambassadrice lors de la COP21 pour faire entendre la voix de l’océan lors des négociations.[réf. nécessaire]
Elle est cofondatrice de l'association Innovations bleues pour un « développement durable des activités maritimes », avec laquelle elle copilote le projet Voilier du Futur, démonstrateur de la transition énergétique et écologique des navires, lauréat des Investissements d’Avenir. Elle pilote également le Tour de France des solutions pour le climat (de Monaco à Dunkerque).
En juin 2015, elle est cofondatrice de la Fondation de la mer, destinée « à promouvoir la dimension maritime de la France. »
En 2018, elle initie l'appel « L'océan, bien commun de l’Humanité » à l’occasion de la Journée mondiale de l'océan, qui vise à sensibiliser et rechercher des solutions pour lutter contre la pollution marine.

### Engagement auprès d’institutions
Catherine Chabaud a été membre de la Réserve citoyenne de la Marine, au grade de capitaine de frégate et a présidé le groupe Alidade nouvellement créé « Mer, Marine et Environnement ». Elle a également été membre du CORICAN, Conseil pour la recherche et l’innovation des activités navales.
Elle a été membre du conseil d'administration du musée national de la Marine (de 1998 à 2009) ; de la Fédération française de voile ; de la Société nationale de sauvetage en mer (SNSM) ; et de l'Agence des aires marines protégées.
Elle a été l'une des marraines de l'association Mécénat Chirurgie cardiaque de 1997 à 2015.
Depuis mai 2025, elle est présidente du Yacht Club de France.[réf. nécessaire]

## Parcours politique
De 2010 à 2015, Catherine Chabaud est membre du Conseil économique social et environnemental au titre de personnalité qualifiée. Elle a été rapporteur d'un « avis sur les océans » et d'un « avis sur les matériaux biosourcés ». Elle a également organisé la Conférence internationale sur la gouvernance de la haute mer en 2013.
Elle a été déléguée à la mer et au littoral au sein du ministère de l’Environnement, de l'Énergie et de la Mer, du 26 février 2016 au 13 novembre 2017. 
Elle est élue aux élections européennes de 2019 en cinquième position sur la liste de La République en marche et du Mouvement démocrate. Elle est active au sein du Parlement européen dans les commissions du Développement, de l’environnement et de la pêche. Elle ne se représente pas en 2024.

## Ouvrages
- Possibles rêves, Glénat, 1997
- Entre deux mondes entre deux mers, Glénat, 2000
- Femme libre toujours tu chériras la mer, Chasse-Marée, 2007
- Préserver la mer et son littoral, Glénat, 2008

## Distinctions
- Commandeur Ordre National du Mérite (2025

)
- Chevalière de l'ordre du Mérite maritime (2009)
- Chevalière de la Légion d'honneur (2014)